# Copa Challenger de Voleibol Masculino de 2018
La Copa Challenger de Voleibol Masculino de 2018 fue la edición inaugural de la Copa Challenger de Voleibol, nuevo torneo anual masculino de voleibol internacional disputado por 6 equipos nacionales que sirvió como calificador para la Liga de Naciones de Voleibol Masculino de la FIVB. El torneo se llevó a cabo en Matosinhos (Portugal), entre el 20 y el 24 de junio.
Portugal ganó el título, derrotando a República Checa en la final, y se ganó el derecho de participar en la Liga de Naciones 2019 reemplazando a Corea del Sur, último equipo desafiante de la edición 2018.

## Clasificación
| Competición                  | Fecha                            | Sede                              | Plazas | Equipos clasificados    |
| ---------------------------- | -------------------------------- | --------------------------------- | ------ | ----------------------- |
| País anfitrión               | junio de 2018                    | Lausanne · ( Suiza)               | 1      | Portugal                |
| Torneo Sudamericano          | 18 – 20 de mayo de 2018          | Santiago de Chile · ( Chile)      | 1      | Chile                   |
| Torneo Asiático              | 18 – 20 de mayo de 2018          | Almaty · ( Kazajistán)            | 1      | Kazajistán              |
| Torneo NORCECA               | 5 – 9 de junio de 2018           | Pinar del Río · ( Cuba)           | 1      | Cuba                    |
| Liga Europea (Golden League) | 19 de mayo – 14 de junio de 2018 | Karlovy Vary · ( República Checa) | 2      | Estonia República Checa |
| TOTAL                        |                                  |                                   | 6      | 6                       |

## Sistema de competición
Los 6 equipos se dividieron en 2 grupos determinados por el sistema serpentino. El equipo anfitrión estuvo en la primera posición y los otros equipos fueron asignados por su clasificación mundial de la FIVB (desde el 1 de enero de 2018). Los 2 mejores equipos de cada grupo jugaron en semifinales. Los equipos ganadores jugaron en el partido final.
El ganador del torneo avanzó directamente al FIVB VNL 2019, para reemplazar al último clasificado de los equipos desafiantes en la competencia de este año.
| Grupo A              | Grupo B              |
| -------------------- | -------------------- |
| Portugal (Anfitrión) | Cuba (16)            |
| Estonia (32)         | República Checa (27) |
| Kazajistán (35)      | Chile (41)           |

## Resultados
- Del 20 al 22 de junio

- Sede:  Centro de Desportos e Congressos de Matosinhos
- Todos los horarios corresponden a la hora de Matosinhos, Portugal ( UTC+01:00 )

### Fase de grupos

#### Grupo A
| Pos | Equipo     | Juegos | Juegos | Pts. | Sets | Sets | Sets  | Puntos | Puntos | Puntos |
| Pos | Equipo     | G      | P      | Pts. | G    | P    | Coc   | G      | P      | Coc    |
| --- | ---------- | ------ | ------ | ---- | ---- | ---- | ----- | ------ | ------ | ------ |
| 1   | Portugal   | 2      | 0      | 6    | 6    | 0    | MAX   | 150    | 113    | 1.327  |
| 2   | Estonia    | 1      | 1      | 3    | 3    | 4    | 0.750 | 149    | 161    | 0.925  |
| 3   | Kazajistán | 0      | 2      | 0    | 1    | 6    | 0.167 | 144    | 169    | 0.852  |

     – Clasificados a Semifinales.
| Fecha       | Hora  | Equipo 1   | Sets  | Equipo 2   | Set 1 | Set 2 | Set 3 | Set 4 | Set 5 | Total |
| ----------- | ----- | ---------- | ----- | ---------- | ----- | ----- | ----- | ----- | ----- | ----- |
| 20 de junio | 21:00 | Portugal   | 3 : 0 | Estonia    | 25-19 | 25-16 | 25-20 |       |       | 75–55 |
| 21 de junio | 18:00 | Estonia    | 3 : 1 | Kazajistán | 25-22 | 19-25 | 25-19 | 25-20 |       | 94–86 |
| 22 de junio | 21:00 | Kazajistán | 0 : 3 | Portugal   | 23-25 | 19-25 | 16-25 |       |       | 58–75 |

#### Grupo B
| Pos | Equipo          | Juegos | Juegos | Pts. | Sets | Sets | Sets  | Puntos | Puntos | Puntos |
| Pos | Equipo          | G      | P      | Pts. | G    | P    | Coc   | G      | P      | Coc    |
| --- | --------------- | ------ | ------ | ---- | ---- | ---- | ----- | ------ | ------ | ------ |
| 1   | República Checa | 2      | 0      | 6    | 6    | 0    | MAX   | 150    | 112    | 1.339  |
| 2   | Cuba            | 1      | 1      | 3    | 3    | 4    | 0.750 | 179    | 183    | 0.978  |
| 3   | Chile           | 0      | 2      | 0    | 1    | 6    | 0.167 | 158    | 192    | 0.822  |

     – Clasificados a Semifinales.
| Fecha       | Hora  | Equipo 1        | Sets  | Equipo 2        | Set 1 | Set 2 | Set 3 | Set 4 | Set 5 | Total   |
| ----------- | ----- | --------------- | ----- | --------------- | ----- | ----- | ----- | ----- | ----- | ------- |
| 20 de junio | 18:00 | Cuba            | 0 : 3 | República Checa | 19-25 | 22-25 | 21-25 |       |       | 62–75   |
| 21 de junio | 21:00 | República Checa | 3 : 0 | Chile           | 25-15 | 25-17 | 25-18 |       |       | 75–50   |
| 22 de junio | 18:00 | Chile           | 1 : 3 | Cuba            | 36-38 | 22-25 | 31-29 | 19-25 |       | 108–117 |

### Fase final
|  | Semifinales | Semifinales     | Semifinales     |                 |          | Final         | Final         | Final         |  |
|  | 23 de junio | 23 de junio     | 23 de junio     |                 |          | 24 de junio   | 24 de junio   | 24 de junio   |  |
|  |             |                 |                 |                 |          |               |               |               |  |
|  |             |                 |                 |                 |          |               |               |               |  |
|  | 1A          | Portugal        | 3               |                 |          |               |               |               |  |
|  | 1A          | Portugal        | 3               |                 |          |               |               |               |  |
|  | 2B          | Cuba            | 0               |                 |          |               |               |               |  |
|  | 2B          | Cuba            | 0               |                 | Portugal | Portugal      | 3             |               |  |
|  |             |                 |                 |                 | Portugal | Portugal      | 3             |               |  |
|  |             |                 | República Checa | República Checa | 1        |               |               |               |  |
|  | 1B          | República Checa | República Checa | República Checa | 1        | 3             |               |               |  |
|  | 1B          | República Checa |                 |                 |          | 3             |               |               |  |
|  | 2A          | Estonia         | 1               |                 |          | Tercer puesto | Tercer puesto | Tercer puesto |  |
|  | 2A          | Estonia         | 1               |                 |          | Tercer puesto | Tercer puesto | Tercer puesto |  |
|  |             |                 |                 |                 |          |               |               |               |  |
|  |             |                 |                 |                 |          | Cuba          | Cuba          | 0             |  |
|  |             |                 |                 |                 |          | Cuba          | Cuba          | 0             |  |
|  |             |                 |                 |                 |          | Estonia       | Estonia       | 3             |  |
|  |             |                 |                 |                 |          | Estonia       | Estonia       | 3             |  |
|  |             |                 |                 |                 |          |               |               |               |  |

##### Semifinales
| Fecha       | Hora  | Equipo 1        | Sets  | Equipo 2 | Set 1 | Set 2 | Set 3 | Set 4 | Set 5 | Total  |
| ----------- | ----- | --------------- | ----- | -------- | ----- | ----- | ----- | ----- | ----- | ------ |
| 23 de junio | 15:00 | República Checa | 3 : 1 | Estonia  | 29-31 | 27-25 | 25-18 | 25-21 |       | 106–95 |
| 23 de junio | 18:00 | Portugal        | 3 : 0 | Cuba     | 25-22 | 25-21 | 26-24 |       |       | 76–67  |

##### Tercer lugar
| Fecha       | Hora  | Equipo 1 | Sets  | Equipo 2 | Set 1 | Set 2 | Set 3 | Set 4 | Set 5 | Total |
| ----------- | ----- | -------- | ----- | -------- | ----- | ----- | ----- | ----- | ----- | ----- |
| 24 de junio | 15:00 | Estonia  | 3 : 0 | Cuba     | 30-28 | 25-21 | 25-16 |       |       | 80–65 |

##### Final
| Fecha       | Hora  | Equipo 1        | Sets  | Equipo 2 | Set 1 | Set 2 | Set 3 | Set 4 | Set 5 | Total |
| ----------- | ----- | --------------- | ----- | -------- | ----- | ----- | ----- | ----- | ----- | ----- |
| 24 de junio | 18:00 | República Checa | 1 : 3 | Portugal | 25-18 | 22-25 | 19-25 | 16-25 |       | 82–93 |

## Posiciones finales
| Rank              | Team            |
| ----------------- | --------------- |
| Medalla de oro    | Portugal VNL    |
| Medalla de plata  | República Checa |
| Medalla de bronce | Estonia         |
| 4                 | Cuba            |
| 5                 | Kazajistán      |
| 6                 | Chile           |

| \| \| \| \| \| Campeón Portugal[6] 1.er título \| Plantel: 1 Caique da Silva, 2 José Belo, 4 Filip Cveticanin, 5 Marco Ferreira, 6 Alexandre Ferreira , 7 Januário Silva, 8 Ze Pedro, 9 João Simões, 10 Phelipe Martins, 12 Lourenço Martins, 13 Valdir Sequeira, 15 Miguel Tavares Rodrigues, 17 João Fidalgo Entrenador: Hugo Silva |
| |
| |
| Campeón Portugal 1.er título |

|                              |
|                              |
| Campeón Portugal 1.er título |